# Daniel Borrillo
 (août 2016).
Si vous disposez d'ouvrages ou d'articles de référence ou si vous connaissez des sites web de qualité traitant du thème abordé ici, merci de compléter l'article en donnant les références utiles à sa vérifiabilité et en les liant à la section « Notes et références ».
Daniel Ángel Borrillo, né à Buenos Aires, est un intellectuel italo-argentin, spécialisé dans l'étude du Droit, les droits fondamentaux, la bioéthique, les droits des sexualités, le droit de la non-discrimination et les nouvelles formes familiales.
Il est chercheur au Centre de recherche sur les sciences administratives et politiques (CERSA/CNRS) et membre du LEGS (Laboratoire d'études sur le genre et les sexualités) à Paris-Lumières.

## Biographie
Issu d’une famille modeste d'origine italienne, il commence à travailler dans un magasin de chaussures à l’âge de 16 ans pour financer ses études. Après son baccalauréat, il entre à la faculté de droit de l’université de Buenos Aires. Convaincu que seule la restauration de la démocratie permettra à l’Argentine de sortir des années sombres de la dictature militaire, il voit dans le droit une garantie des libertés individuelles et une arme contre l’arbitraire des dominants. Participant activement à la résistance contre la dictature militaire argentine[réf. nécessaire], il risque de perdre son emploi à la Cour des comptes (où il travaillait depuis sa première année universitaire) ainsi que son inscription à la faculté de droit. En 1985, à 24 ans, il devient avocat et obtient une bourse pour un séjour d'études l'American University de Washington. Il se spécialise en sociologie et philosophie du droit et part pour la France en 1987. Il prépare une thèse sur la propriété réflexive (L’homme propriétaire de lui-même ?) à l’université de Strasbourg et obtient en 1992 un poste de maître de conférences en droit à l’université de Paris X-Nanterre. Lauréat de la Fondation de France pour son travail scientifique, il bénéficiera également d’une bourse de la Commission européenne pour un post-doctorat au Conseil supérieur de la recherche scientifique à Madrid où il travaillera sur les implications juridiques du développement scientifique (régulation de la génétique humaine et brevetabilité des innovations biologiques).
À la suite de la mort de Pablo, son meilleur ami, il s’engage dans la lutte contre le sida. Il devient en 1995 volontaire de l’association AIDES créée en 1984. Son activité militante et son travail de recherche juridique sur le VIH lui permettent de développer plusieurs études et de mener des actions politiques en faveur des séropositifs. Le témoignage des centaines d’usagers qui s’adressent au service juridique de l’association conduit Daniel Borrillo à s’engager pour l’égalité des minorités sexuelles. Il est un des premiers juristes en France à revendiquer le droit au mariage pour les couples de même sexe. Il publie plusieurs ouvrages sur l’homosexualité . Afin d’éviter les pressions de ses collègues universitaires, il décide de demander une délégation au Conseil supérieur de la recherche scientifique pour continuer en toute tranquillité son travail universitaire.
Intellectuel engagé, Daniel Borrillo a été à l'origine en 2004, avec Didier Eribon, du Manifeste pour l'égalité des droits qui a conduit au premier mariage entre personnes du même sexe en France, célébré à Bègles par le député-maire Noël Mamère.
Ses analyses sur l’homophobie lui permettront d’élargir son champ scientifique et de s’intéresser également au sexisme, à l’antisémitisme, au racisme et aux autres formes de marginalisation sociale et culturelle. Il travaille actuellement sur la contractualisation des droits de famille et sur le droit d'asile pour les minorités sexuelles.

## Enseignement
Daniel Borrillo anime deux séminaires de recherche, l’un sur le droit de la sexualité dans le cadre du diplôme de Master Droits de l'homme de l’université de Paris X-Nanterre et l’autre sur les politiques publiques de l’égalité des chances et la lutte contre les discriminations dans un laboratoire du CNRS à Paris.
Il enseigne également le droit privé, le droit pénal et le droit civil espagnol ainsi que la traduction juridique. Il a été professeur aux universités suivantes : Carlos III de Madrid (Espagne), do Estado do Rio de Janeiro (Brésil), Boston College (États-Unis), Universität Potsdam (Allemagne), Université McGill (Montréal, Canada), King’s College (Londres), Daito Bunka University (Tokyo, Japon), Universidad de Buenos Aires (Argentine), Institut universitaire européen de Florence (Italie), Université Laval (Québec), Faculdade de Direito de Campos (Brésil). Universidad de Comillas (Madrid), Universita Alma Mater de Bologne (Italie), Université de Mendoza (Argentine).

## Publications
- Daniel Borrillo (dir.) et Anne Masseran (dir.), Sida et droits de l'homme : L'épidémie dans un État de droit, Strasbourg, Université Louis Pasteur, coll. « Actes d'un séminaire Gersulp », 1990
- Daniel Borrillo, Science et Démocratie, Strasbourg, Presses universitaires de Strasbourg, 1993
- (es) Daniel Borrillo, Genes en el Estrado : Límites jurídicos e implicaciones sociales del desarrollo de la genética humana, Madrid, Consejo Superior de Investigaciones Científicas, coll. « Polyteia », 1996
- Daniel Borrillo (dir.), Homosexualités et Droit : de la tolérance sociale à la reconnaissance juridique, Paris, PUF, coll. « Les voies du droit », 1999 (1re éd. 1998)
- Daniel Borrillo, Éric Fassin et Marcela Iacub (dir.), Au-delà du PACS : L’expertise familiale à l’épreuve de l’homosexualité, Paris, PUF, coll. « Politique d’aujourd’hui », 2001, 2e éd. (1re éd. 1999) (ISBN 978-2-13-051990-4)
- Daniel Borrillo, L’Homophobie, Paris, PUF, coll. « Que sais-je ? », 2001, 2e éd. (1re éd. 2000) (ISBN 978-2-13-052179-2)
- Daniel Borrillo et Pierre Lascoumes, Amours égales ? Le Pacs, les homosexuels et la gauche, Paris, La Découverte, coll. « Sur le vif », 2002, 140 p. (ISBN 978-2-7071-3580-3)
- Daniel Borrillo (dir.), Lutter contre les discriminations, Paris, La Découverte, coll. « Recherches », 2003
- Daniel Borrillo et Didier Eribon, « Manifeste pour l'Égalité des droits », Le Monde,‎ 17 mars 2004
- Daniel Borrillo (dir.) et Danièle Lochak (dir.), La liberté sexuelle, Paris, PUF, 2005 (ISBN 978-2-13-054889-8)
- Daniel Borrillo et Dominique Colas, L’homosexualité de Platon à Foucault : Anthologie critique, Paris, Plon, 2005, 688 p. (ISBN 978-2-259-19765-6)
- Daniel Borrillo (préf. Jack Lang), Homosexuels. Quels droits ?, Paris, Dalloz, coll. « À savoir », 2007, 112 p. (ISBN 978-2-247-07102-9)
- Daniel Borrillo (dir.), Halde : Actions, limites et enjeux, Paris, La Documentation française, coll. « Études et Recherches », 2007
- Daniel Borrillo et Thomas Formond, Homosexualité et discrimination en droit privé, Paris, La Documentation française, coll. « Études et Recherches », 2007
- Daniel Borrillo, Le droit des sexualités, Paris, PUF, coll. « Les voies du droit », 2009
- Daniel Borrillo, Bioéthique, Paris, Dalloz, coll. « À savoir », 2011, 311 p. (ISBN 978-2-247-08936-9)
- Daniel Borrillo, Éric Fassin et Stéphanie Hennette-Vauchez, La bioéthique en débat : angles vifs et points morts, Raison Publique Revue semestrielle d’éthique et de philosophie sociale et politique publiée par les Presses de l’université Paris-Sorbonne, mai 2012
- Daniel Borrillo et Victor Gutierrez Castillo, Derecho y Políticas de las sexualidades : Perspectiva del mundo latino-mediterraneo, Huygens, Barcelone, 2013  (ISBN 978-84-15663-15-7)
- Daniel Borrillo, Aida Kemelmajer de Carlucci et Jesus Flores Rodriguez, Nuevos desafíos del Derecho de Familia, Rubinzal-Culzoni, Buenos Aires/Santa Fe, 2014.
- Daniel Borrillo et Éric Fassin, Au-delà du mariage. Numéro spécial de la Contemporary French Civilisation Journal. Vol. 39, no 3 (co-dirigé avec Eric Fassin), décembre 2014.
- Daniel Borrillo, Ars erotica : Por una teoria critica del género y la sexualidad desde el mundo latino-mediterraneo, Buenos Aires, Eduntref, 2017.
- Daniel Borrillo, La famille par contrat, PUF, coll. "Génération Libre", Paris, 2018.
- Daniel Borrillo, Disposer de son corps: un droit encore à conquérir, coll. "Petite encyclopédie critique",Textuel, Paris, 2019
- Daniel Borrillo et Thomas Perroud, Penser la GPA, L'Harmattan, coll. Logiques Juridiques, Paris, 2021
- Daniel Borrillo, La morale ou le droit?, L'Harmattan, 2023